# Newport (Vermont)
Newport ist eine Town im Orleans County des Bundesstaates Vermont in den Vereinigten Staaten mit 1526 Einwohnern (laut Volkszählung von 2020). Die Gemeinde grenzt im Norden an Kanada und liegt am Ufer des Lac Memphrémagog.

## Geografie

### Geografische Lage

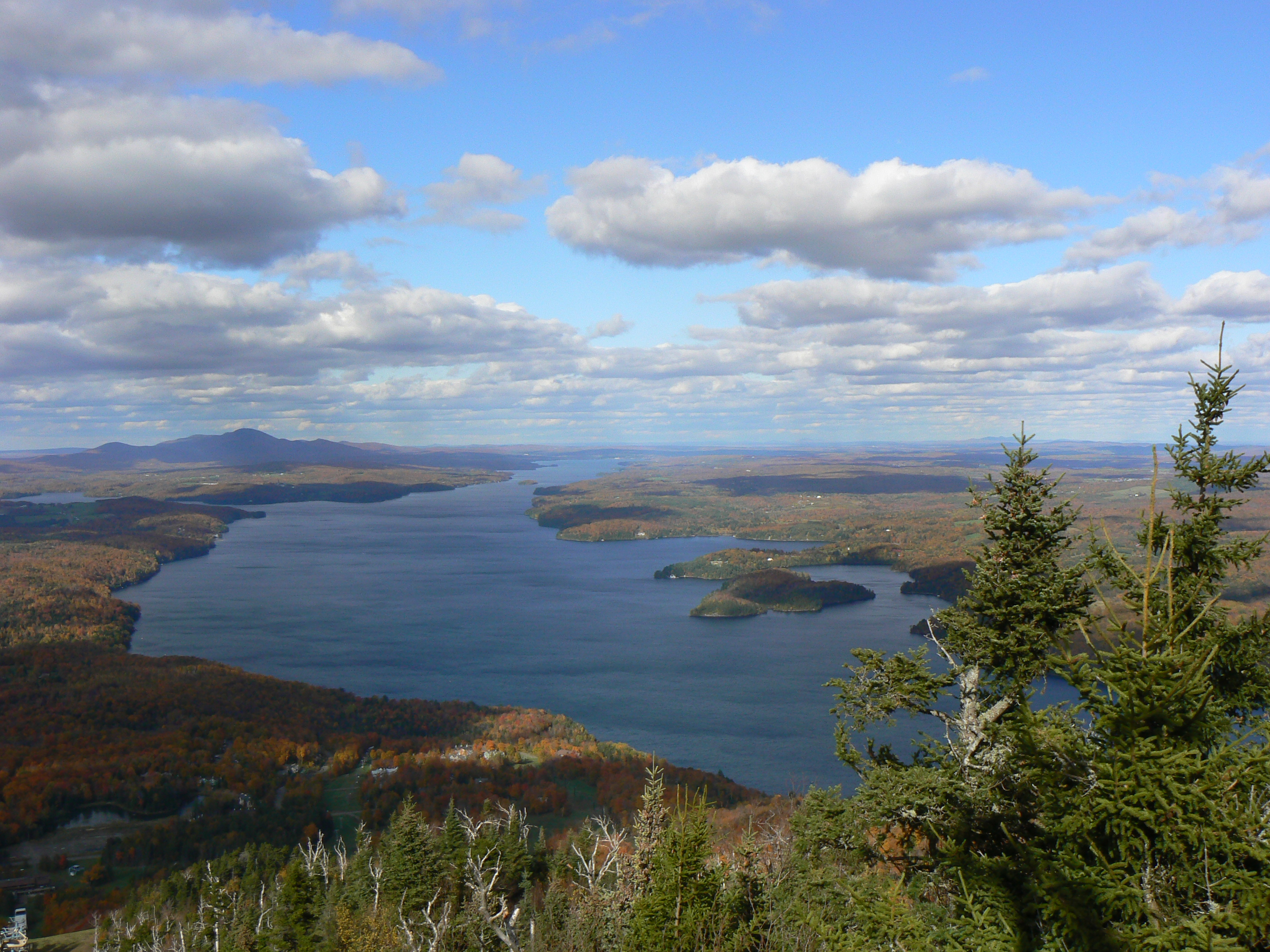
Lake Memphremagog

Newport grenzt im Norden an die kanadische Grenze; im Osten liegt die Town an dem Ufer des Lake Memphremagog. Es gibt mehrere Bäche auf dem Gebiet der Town, die zumeist Zuflüsse des Dunn Brooke sind. Der Dunn Brooke verlässt die Town in westlicher Richtung. Im Südwesten befindet sich der Newport State Forest. Das Gebiet der Town ist hügelig, die höchste Erhebung ist der 456 m hohe Coburn Hill.

### Nachbargemeinden
Alle Entfernungen sind als Luftlinien zwischen den offiziellen Koordinaten der Orte aus der Volkszählung 2010 angegeben.
- Norden: Austin (Kanada), 27,0 km
- Nordosten: Stanstead (Kanada), 18,0 km
- Osten: Derby, 13,5 km
- Südosten: Brighton, 36,5 km
- Süden: Hardwick, 47,5 km
- Südwesten: Lowell, 19,0 km
- Westen: Berkshire, 33,0 km
- Nordwesten: Sutton (Kanada), 30,5 km

### Klima
Die mittlere Durchschnittstemperatur in Newport liegt zwischen −11,7 °C (11 °Fahrenheit) im Januar und 18,3 °C (65 °Fahrenheit) im Juli. Damit ist der Ort gegenüber dem langjährigen Mittel der USA um etwa 9 Grad kühler. Die Schneefälle zwischen Mitte Oktober und Mitte Mai liegen mit mehr als zwei Metern etwa doppelt so hoch wie die mittlere Schneehöhe in den USA. Die tägliche Sonnenscheindauer liegt am unteren Rand des Wertespektrums der USA, zwischen September und Mitte Dezember sogar deutlich darunter.

## Geschichte
Newport wurde mit einer Größe von 23.040 acres (etwa 93 km²) unter dem Namen Duncansboro am 26. Oktober 1781 ausgerufen, aber erst am 30. Oktober 1802 verkauft. Dies gilt als das offizielle Gründungsdatum der Town.  Seinen heutigen Namen trägt Newport seit einer Umbenennung am 30. Oktober 1816. Im weiteren Verlauf der Ortsgeschichte wurde die Fläche durch zwei Zuschläge aus aufgelösten benachbarten Towns sowie die Abspaltung der Fläche der heute separaten City Newport auf den heutigen Wert von etwa 113 km² verändert.
Die Besiedlung begann in den Jahren vor 1800, also vor dem offiziellen Verkauf der Fläche. Sie lief nur zähflüssig an; die Siedler lebten in erster Linie von Land- und Forstwirtschaft. Um 1840 waren Rinder- und Schafzucht sowie Kartoffelanbau und Zuckerproduktion prägende Produktionsbereiche. Heute ist die Waldwirtschaft der prägende Wirtschaftszweig.
Eine Bahnstrecke, die von White River Junction aus das westliche Hinterland des Connecticut River bis Derby  und dann nördlich nach Kanada erschließen sollte, wurde ab 1835 projektiert und ab 1848 realisiert. Der erste Zug dieser Verbindung erreichte Newport am 14. Oktober 1863. Ab 1869 wurde diese Strecke um eine Verbindung nach Montreal ergänzt, die Bahnstrecke Newport–Farnham, die am 9. Juli 1873 in Betrieb ging. Beide Strecken führten zwar zu einem erweiterten Absatzmarkt für die heimischen Produkte, lösten aber keinen Industrialisierungs-Boom aus.

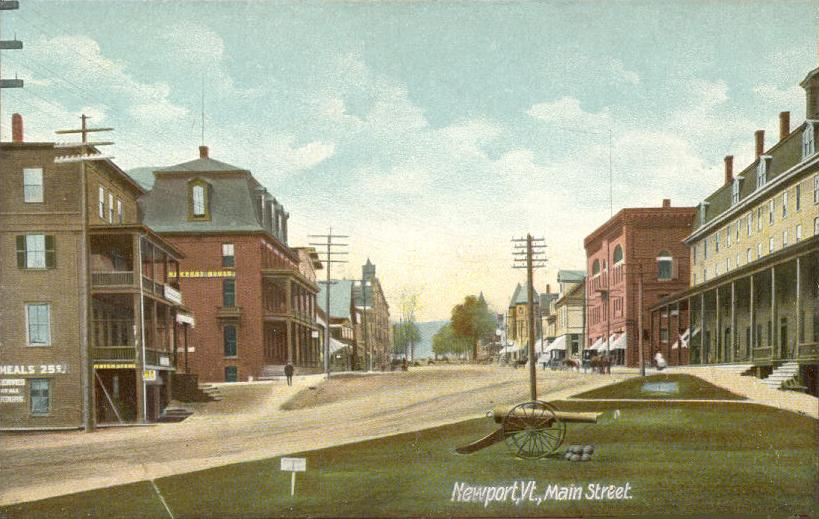
Main Street Village of Newport, 1908

Der damalige Hauptort und Verwaltungssitz der Gemeinde, das um 1800 gegründete Village of Newport, wurde mit Wirkung zum 5. März 1918 mit einem Teil der Gemeinde Derby zur eigenständigen Stadt erklärt, die den größten Teil der Bevölkerung des ursprünglichen Gebiets übernahmen. Seither ist der Hauptort der Gemeinde Newport Center.
Der verbliebene Teil des Gebietes der Town ist in erster Linie landwirtschaftlich, besonders auf Milchvieh und Waldwirtschaft, ausgerichtet. Zusätzlich bietet das Seeufer Gelegenheit für einige touristische Verdienstmöglichkeiten.

### Religionen
In der Town besteht nur eine methodistische Gemeinde; andere Religionsgemeinschaften sind in Newport City angesiedelt.

### Einwohnerentwicklung
| Volkszählungsergebnisse – Town of Newport, Vermont | Volkszählungsergebnisse – Town of Newport, Vermont | Volkszählungsergebnisse – Town of Newport, Vermont | Volkszählungsergebnisse – Town of Newport, Vermont | Volkszählungsergebnisse – Town of Newport, Vermont | Volkszählungsergebnisse – Town of Newport, Vermont | Volkszählungsergebnisse – Town of Newport, Vermont | Volkszählungsergebnisse – Town of Newport, Vermont | Volkszählungsergebnisse – Town of Newport, Vermont | Volkszählungsergebnisse – Town of Newport, Vermont | Volkszählungsergebnisse – Town of Newport, Vermont |
| Jahr                                               | 1800                                               | 1810                                               | 1820                                               | 1830                                               | 1840                                               | 1850                                               | 1860                                               | 1870                                               | 1880                                               | 1890                                               |
| -------------------------------------------------- | -------------------------------------------------- | -------------------------------------------------- | -------------------------------------------------- | -------------------------------------------------- | -------------------------------------------------- | -------------------------------------------------- | -------------------------------------------------- | -------------------------------------------------- | -------------------------------------------------- | -------------------------------------------------- |
| Einwohner                                          | 50                                                 | 28                                                 | 52                                                 | 284                                                | 591                                                | 748                                                | 1197                                               | 2050                                               | 2426                                               | 3047                                               |
| Jahr                                               | 1900                                               | 1910                                               | 1920                                               | 1930                                               | 1940                                               | 1950                                               | 1960                                               | 1970                                               | 1980                                               | 1990                                               |
| Einwohner                                          | 1239                                               | 1236                                               | 1187                                               | 1193                                               | 1064                                               | 966                                                | 1010                                               | 1125                                               | 1319                                               | 1367                                               |
| Jahr                                               | 2000                                               | 2010                                               | 2020                                               | 2030                                               | 2040                                               | 2050                                               | 2060                                               | 2070                                               | 2080                                               | 2090                                               |
| Einwohner                                          | 1511                                               | 1594                                               | 1526                                               |                                                    |                                                    |                                                    |                                                    |                                                    |                                                    |                                                    |

## Wirtschaft und Infrastruktur

### Verkehr
Durch den Interstate 91 und den  Newport State Airport, der auf dem Gebiet der Town nahe den Stadtgrenzen von Newport City angelegt wurde, ist die Gemeinde an die Außenwelt angeschlossen. Die Bahnstrecke nach White River Junction, die inzwischen in Newport endet, wird seit 1965 nur noch im Güterverkehr bedient.

### Öffentliche Einrichtungen
In Derby gibt es kein eigenes Krankenhaus. Das nächstgelegene Krankenhaus ist das North Country Hospital & Health Care in Newport City.

### Bildung
Newport gehört zur North Country Supervisory Union.
Im Ort besteht eine allgemeinbildende Schule, die Newport Town School. Eine weiterführende Highschool findet sich im benachbarten Newport City.

## Persönlichkeiten

### Söhne und Töchter der Stadt
- George H. Prouty (1862–1918), Politiker und Gouverneur des Bundesstaates Vermont
- Charles Adams (1876–1947), Unternehmer
- Winston L. Prouty (1906–1971), Politiker und Abgeordneter in beiden Kammern des Repräsentantenhauses
- Lane Dwinell  (1906–1997), Politiker und Gouverneur des Bundesstaates New Hampshire
- Susan Dunklee (* 1986), Biathletin
- Ida Sargent (* 1988), Skilangläuferin

### Persönlichkeiten, die vor Ort gewirkt haben
- Aaron Matson (1770–1855), Politiker